# مسجد فاضل أحمد باشا
مسجد فاضل أحمد باشا أو المسجد الأسود أو مسجد باشا (باللغة المقدونية: Фазил Ахмет Паша џамија) هو مسجد في وسط فيليس في مقدونيا الشمالية. وفقًا للأسطورة، شُيد المسد في ذكرى الابنة الوحيدة المتوفاة للصدر الأعظم للدولة العثمانية، فاضل أحمد باشا، الذي خلف والده.

## التسمية
المسجد له اسم آخر - المسجد الأسود، إما بسبب حزن الأب على ابنته، أو بسبب الحجر الأسود الذي بني منه.

## الموقع
يقع المسجد على الضفة اليسرى من نهر فاردار في حي الجامع الأسود الذي يحمل الاسم نفسه، في 10 شارع «تسفيتان أرسوف».

## التاريخ
بناه فاضل أحمد باشا عام 1659، بعد وفاة ابنته الوحيدة. بنى الباشا المسجد بجوار قبر الفتاة، وبحسب الأسطورة، أمر ببنائه من الحجر الأسود، ومن هنا جاء اسم المسجد الأسود.
المسجد يجسد روح البلغار للتسامح الديني. في البلغارية، اسم المدينة هو الإله الرئيسي للآلهة الوثنية السلافية - فيليس (الميثولوجيا) . يُدرج اسم فاضل أحمد باشا الكوبريللي في التاريخ باعتباره أكثر حكام الإمبراطورية العثمانية حكمة، وبعده بدأ تدهورها التدريجي. ضمن التحالف الاستراتيجي الفرنسي العثماني ازدهار لويس الرابع عشر والكلاسيكية الفرنسية في عهد فضل أحمد باشا.
يرمز الرمز الديني إلى الحكمة باعتبارها أهم فضيلة للحكومة إلى جانب التسامح بين الأديان. في التاريخ البلغاري، يُطلق على هذه الفترة أيضًا اسم «فترة الانقسام» وقد أعيد إنتاجها ببراعة في الرواية والفيلم البلغاري، وعنوانه «مائة إخوة مانول».

## معرض الصور

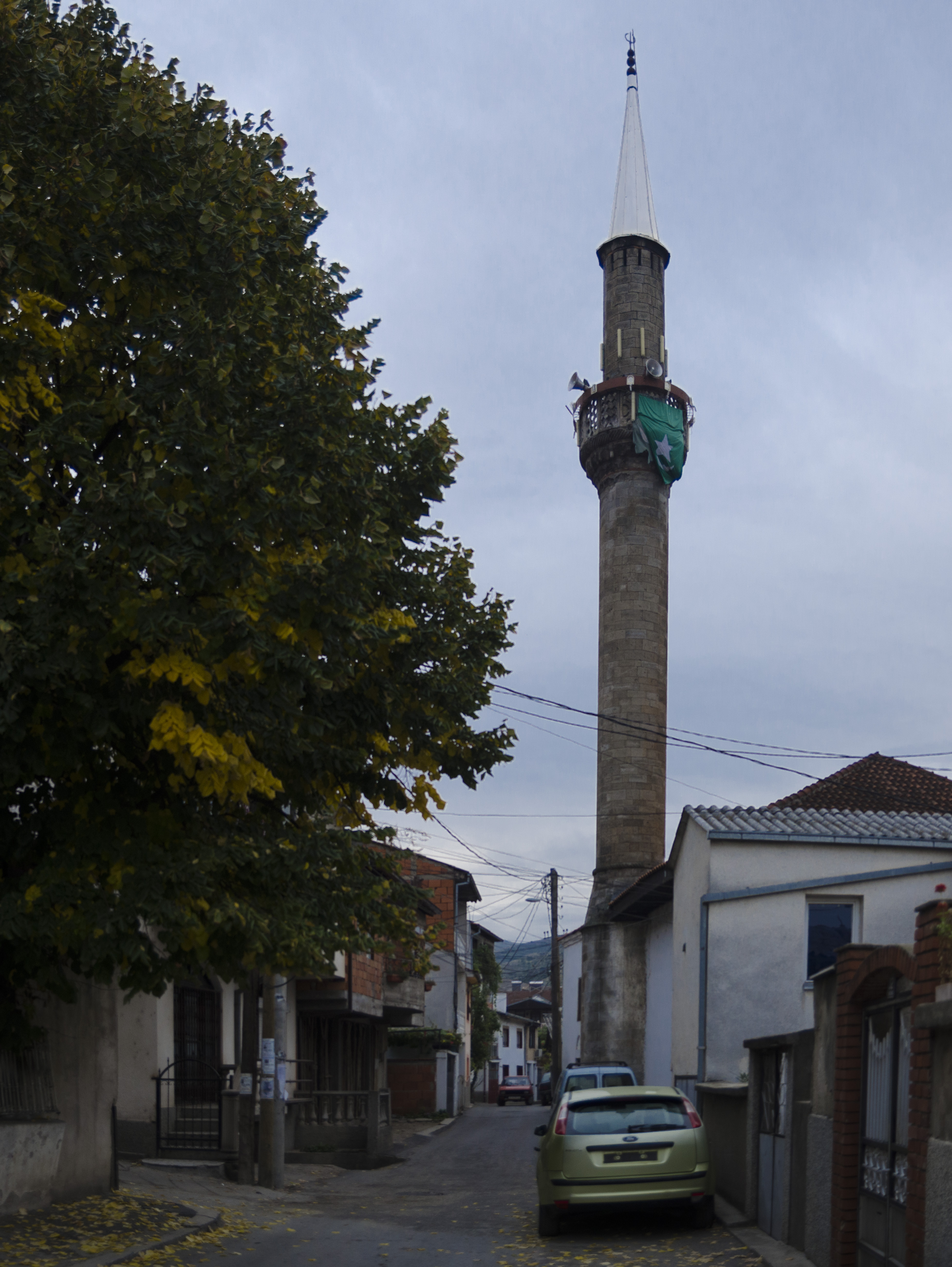
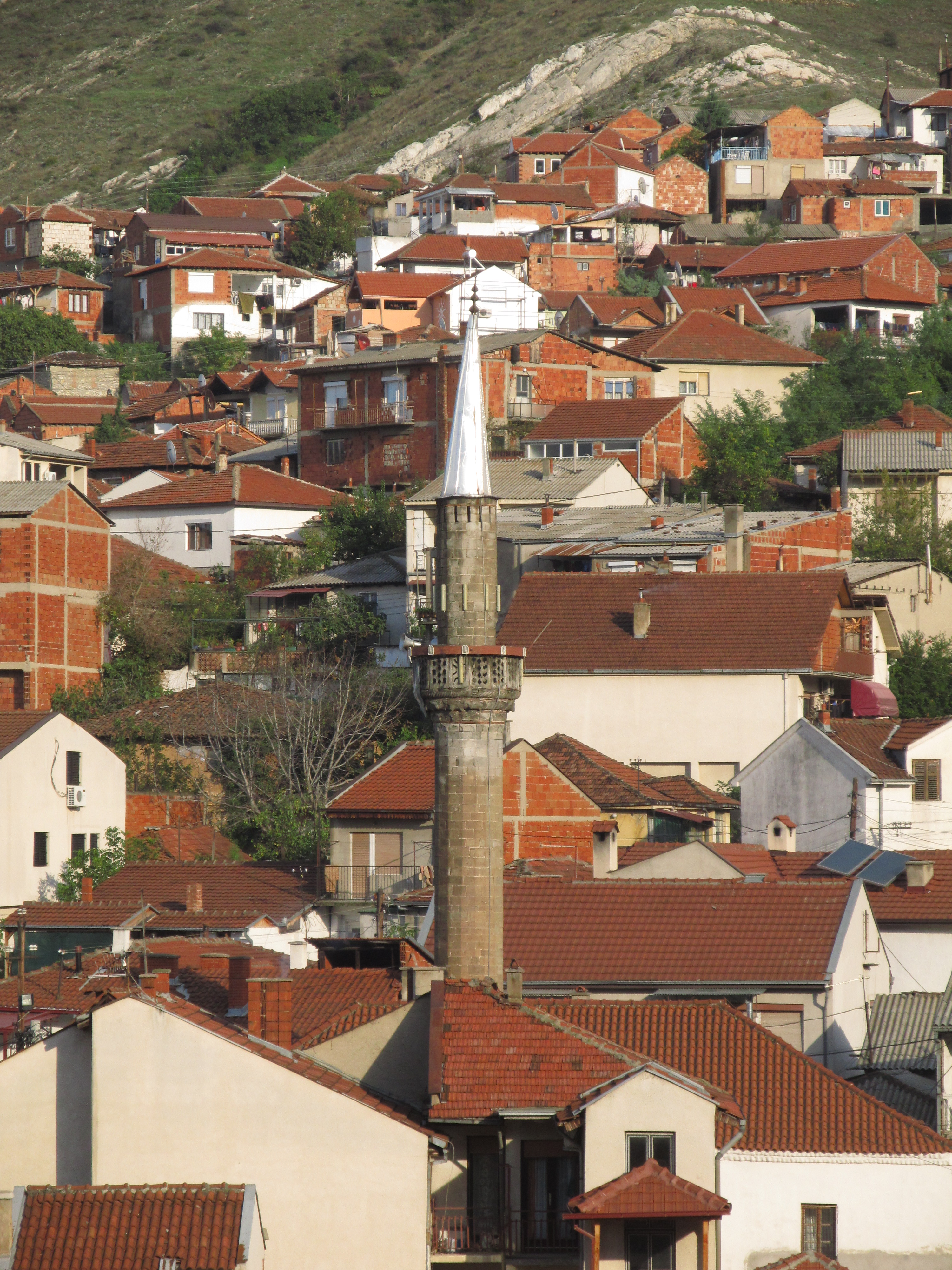
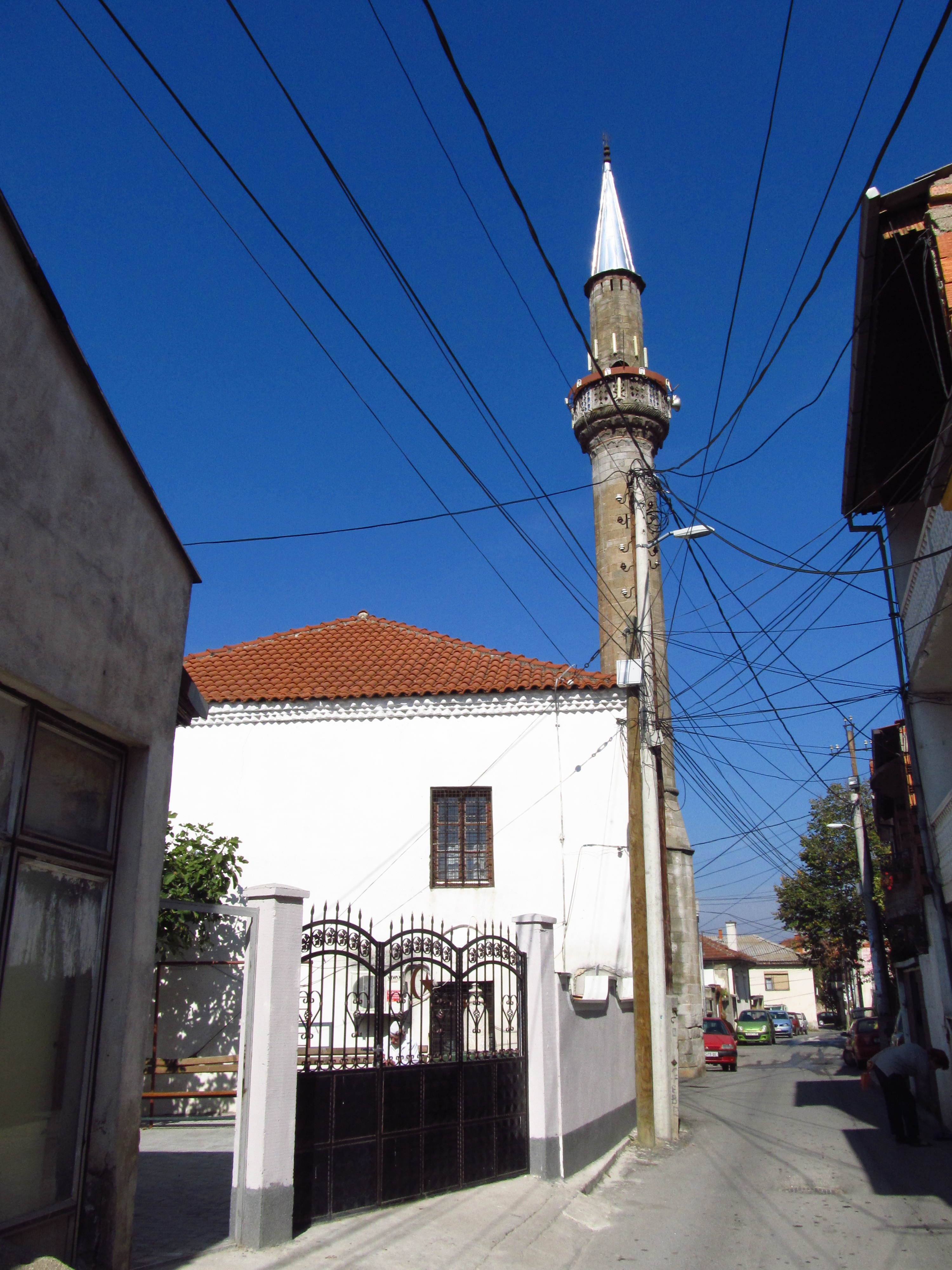
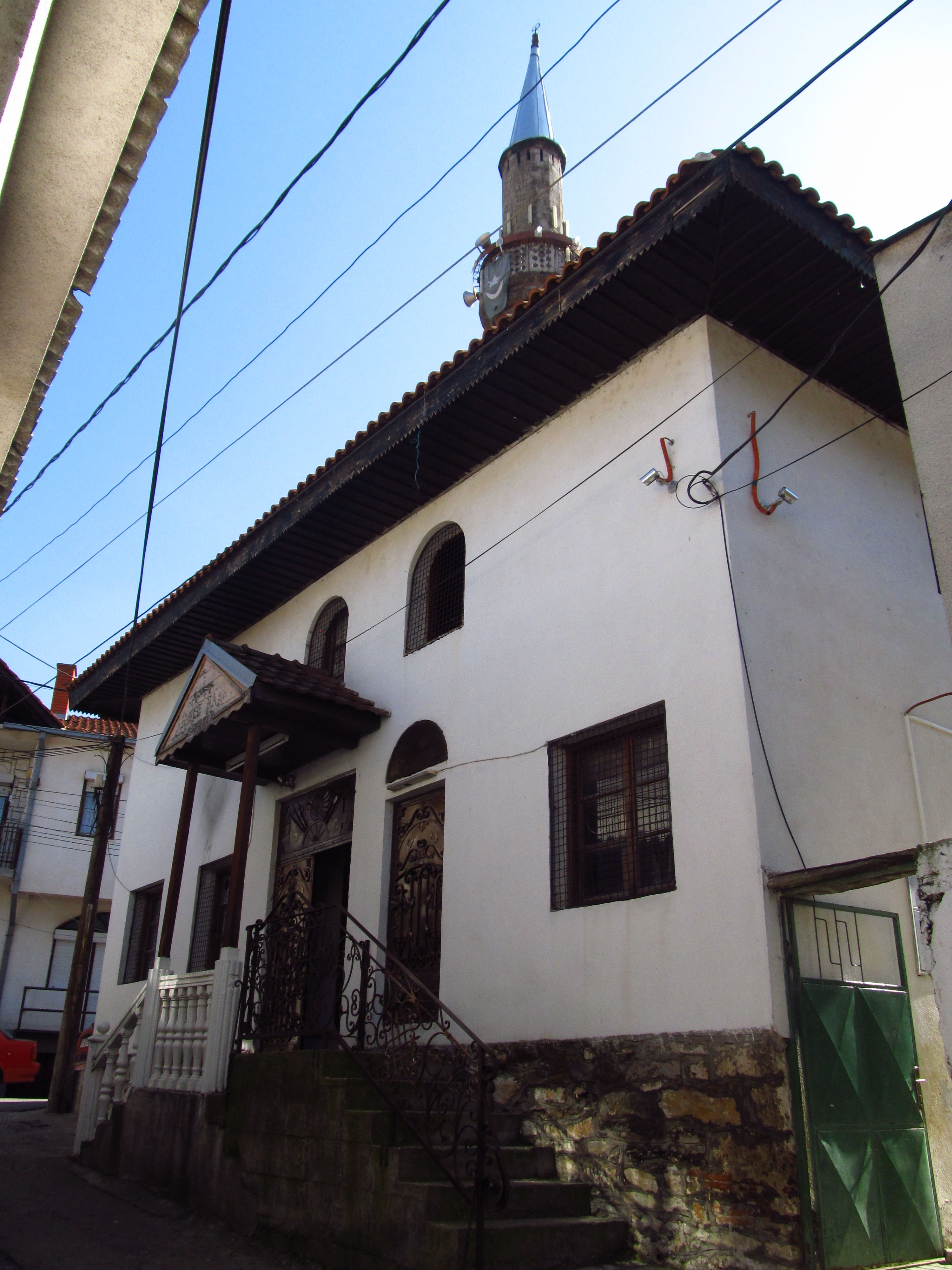
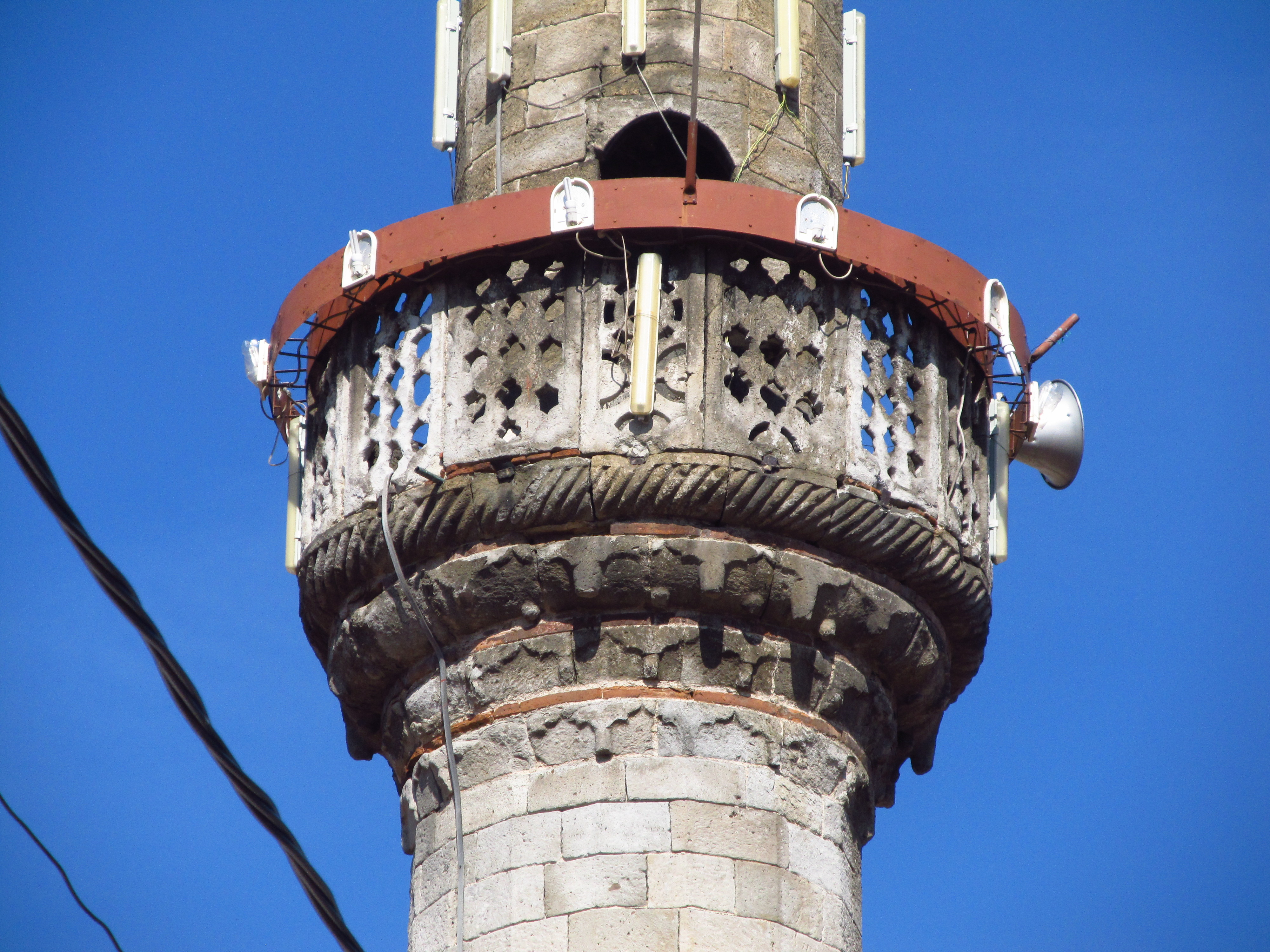
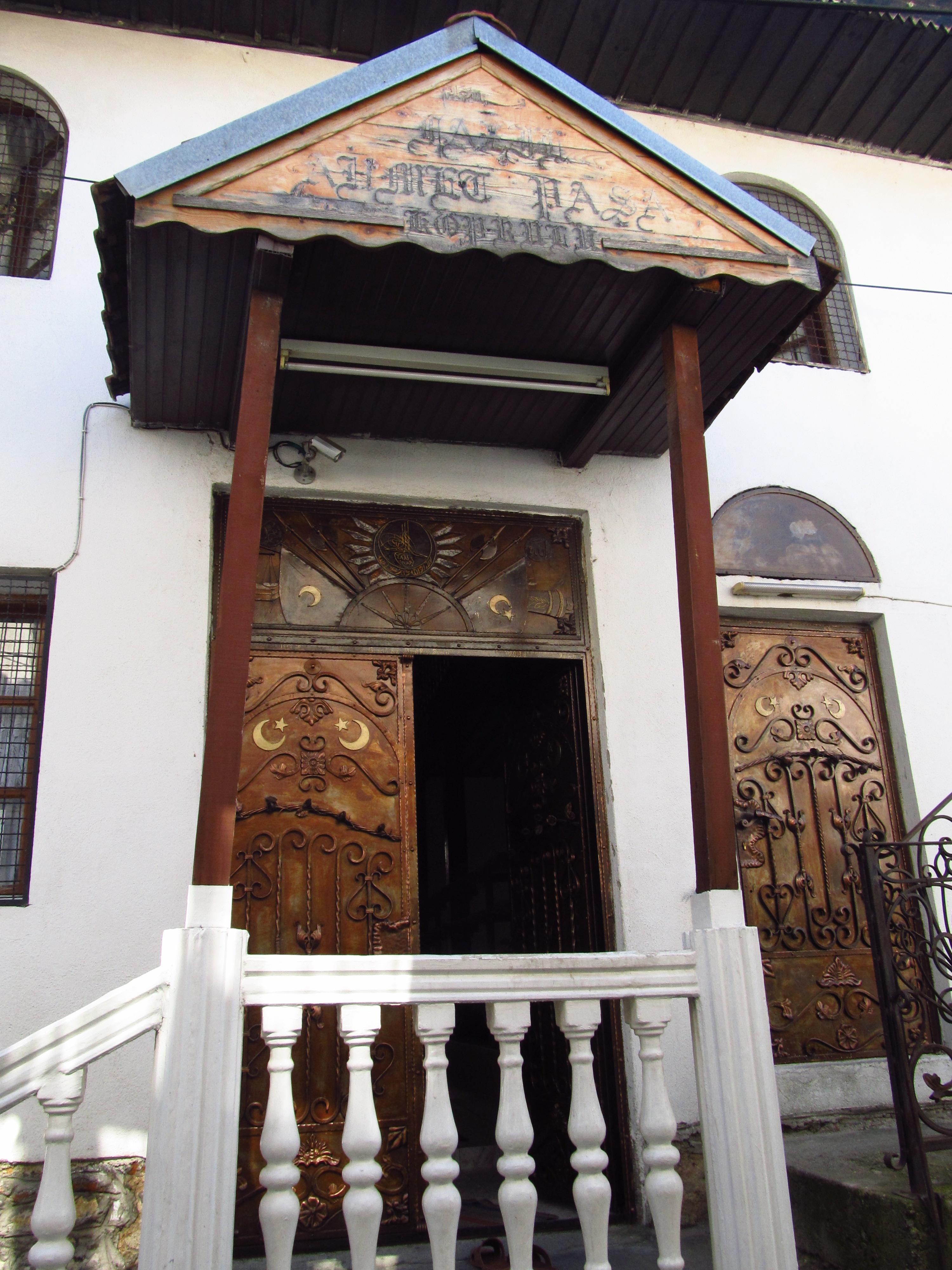